# گرینوود (جورجیا)
گرینوود (به انگلیسی: Greenwood) یک منطقهٔ مسکونی در ایالات متحده آمریکا است که در شهرستان میچل، جورجیا واقع شده‌است. گرینوود ۴۶٫۰۳ متر بالاتر از سطح دریا واقع شده‌است.